# Anaea fumata
Anaea fumata är en fjärilsart som beskrevs av Hall 1935. Anaea fumata ingår i släktet Anaea och familjen praktfjärilar. Inga underarter finns listade i Catalogue of Life.